# Estandarte personal de Adolf Hitler

El estandarte

El estandarte personal de Adolf Hitler (en alemán: Führerstandarte o Standarte des Führers) era un estandarte de armas rojo cuadrado con una esvástica negra sobre un disco blanco dentro de una corona central de hojas de roble doradas y cuatro Reichsadler en las esquinas. Generalmente, indicaba la presencia de Adolf Hitler en eventos oficiales y se exhibía como una bandera pequeña en el automóvil donde él viajara, izada en los mismos eventos, etc.
Hitler introdujo el estandarte después de que el presidente Paul von Hindenburg muriera en agosto de 1934, permitiéndole así abolir la presidencia y reclamar el título de Führer (líder). Cuando Hitler asumió el mando supremo de la Wehrmacht tras la renuncia forzada del ministro de Guerra y comandante en jefe de la Wehrmacht, Werner von Blomberg, en 1938, exhibió la bandera.
Los estandartes personales de Hitler se fabricaron en varios tamaños. Algunos no fueron volados sino que fueron colgados o exhibidos en lugares interiores como la ópera o el Día del Partido Nazi. También estaba grabado en las cucharas pequeñas de cubiertos del comedor de la Führerbegleitbrigade. El estandarte era similar al de la 1.ª División Leibstandarte SS Adolf Hitler (LSSAH), que tenía pequeñas diferencias. Después de que las tropas soviéticas capturaran una bandera de la LSSAH con mástil en 1945, el trofeo se confundió con el estandarte personal de Hitler en el Desfile de la Victoria de Moscú de 1945.

## Exhibición

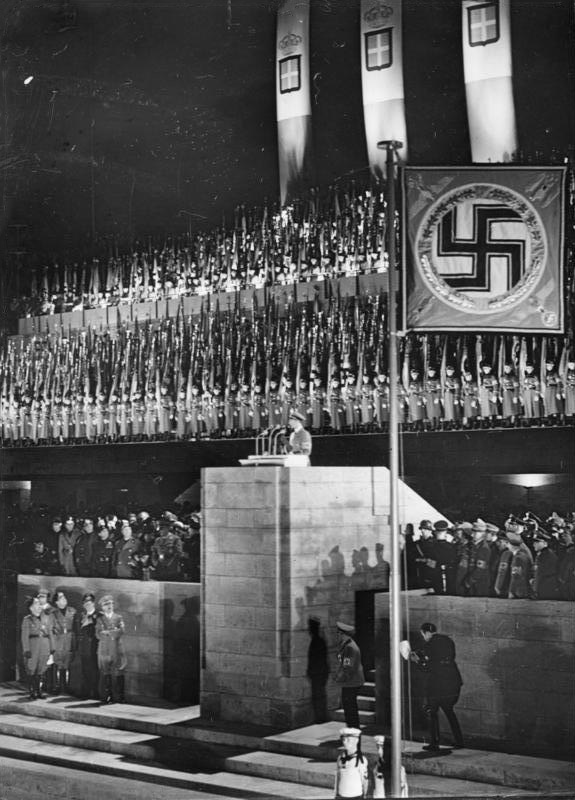
En Berlín en 1937
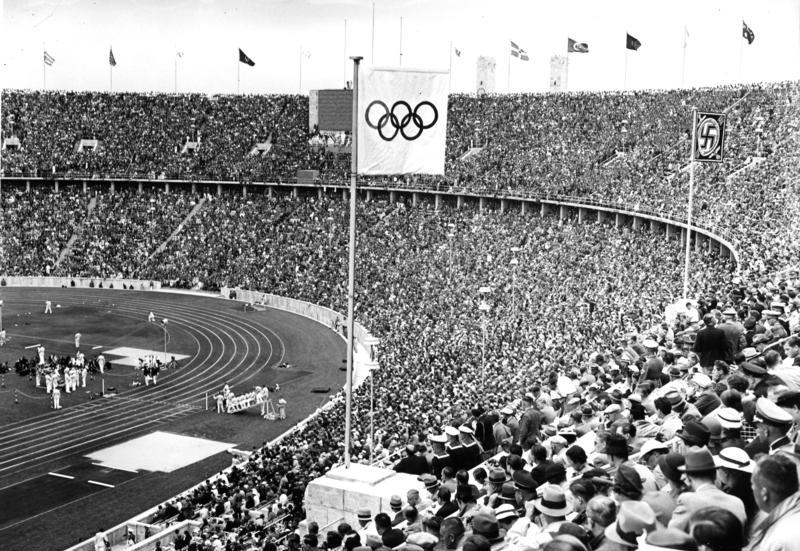
A la derecha, en los Juegos Olímpicos de Verano de 1936
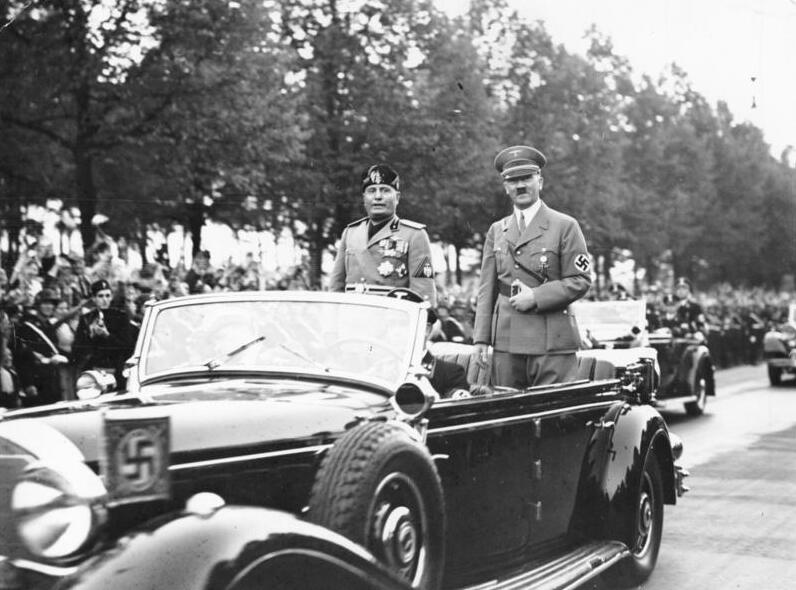
En un auto
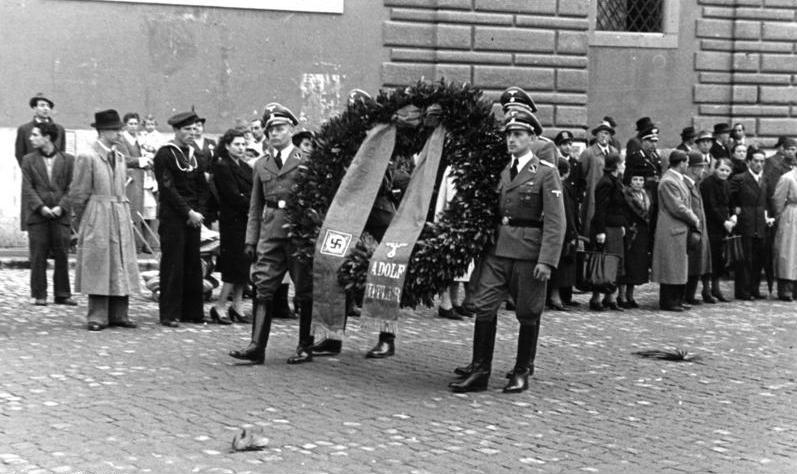
En una cinta funeraria